# Almir Sater
Almir Eduardo Melke Sater (Campo Grande, 14 de novembro de 1956) é um violeiro, cantor, compositor, ator e instrumentista brasileiro. 
Participou de diversos shows e festivais de música e, nos anos 1990, ao aceitar convites para representar em novelas "personagens de violeiro", se tornou conhecido nacionalmente como cantor e ator.
Seu estilo caracteriza-se pelo experimentalismo. Agrega uma sonoridade tipicamente caipira da viola de 10 cordas, também com influências das culturas fronteiriças do seu estado, como a música paraguaia e andina, ao mesmo tempo refletindo traços populares e eruditos.
Com mais de 30 anos de carreira e 10 discos solo gravados, Almir tornou-se um dos responsáveis pela preservação da viola de 10 cordas. O músico acrescentou um toque mais sofisticado ao instrumento, temperado com estilos estrangeiros como o blues, o rock e o folk, uma mistura de música folclórica, clássica e popular.
Foi incluído na lista 30 maiores ícones brasileiros da guitarra e do violão (Categoria: Raízes Brasileiras) da revista Rolling Stone Brasil, em 2012.

## Biografia
Nascido em Campo Grande, capital do Mato Grosso do Sul, numa família de raízes turcas e libanesas, Almir Sater desde os doze anos já tocava violão e gostava do mato e sons da natureza. Aos vinte anos mudou-se para o Rio de Janeiro para estudar Direito, mas desistiu da carreira de advogado, motivado inicialmente por escutar no Largo do Machado uma dupla tocando viola caipira. Retornou a Campo Grande onde formou a dupla Lupe e Lampião com um amigo, adotando Lupe como nome artístico. Desfeita a dupla, dedicou-se então ao estudo de viola de 10 cordas, tendo Tião Carreiro como mestre. Motivado pela Música, foi para São Paulo para dar início a sua carreira solo.

### Anos 1980 - Comitiva Esperança

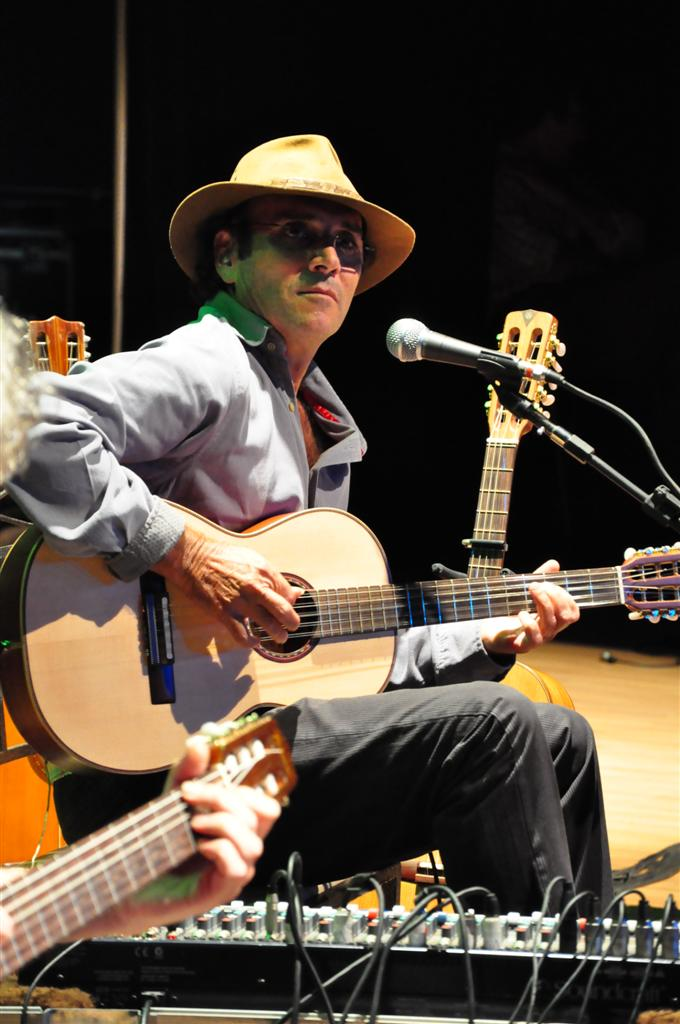
Show em Votuporanga (2011)

Em 1979 foi para São Paulo, onde iniciou um trabalho com sua conterrânea Tetê Espíndola, acompanhando também a cantora Diana Pequeno.
Gravou seu primeiro disco em 1981, Estradeiro, produzido por Pena Schmidt, contando com a participação de Tetê Espíndola, Alzira Espíndola e Paulo Simões. Fez parte da Geração Prata da Casa no início dos anos 80, sendo uma das principais atrações do movimento que juntou os maiores expoentes da música sul-mato-grossense.
Em 1986, juntamente com o parceiro Paulo Simões, com o maestro e violinista Zé Gomes, o jornalista, crítico e pesquisador Zuza Homem de Mello e do fotógrafo Raimundo Alves Filho, iniciou uma comitiva que explorou o Pantanal, realizando registros fotográficos, pesquisando o modo de vida dos pantaneiros de maneira poética, enquanto percorriam o Paiaguás, Nhecolândia, Piquiri, São Lourenço e Abobral. Esse projeto, batizado de Comitiva Esperança, resultou em documentário coproduzido pelo próprio artista, juntamente com Paulo Simões.
Em 1988, foi escolhido por unanimidade pela crítica para participar da abertura do Free Jazz Festival, em 1989, ao lado de nomes consagrados da música mundial. Dono de um talento ímpar e versatilidade como cantor, compositor, violeiro e instrumentista, foi reconhecido como um dos artistas mais completos da música brasileira. Único cantor do país a cantar em Nashville, nos Estados Unidos (cidade considerada o berço da música country americana), no mesmo ano, onde gravou o disco Rasta Bonito com a participação de Eric Silver, que resultou no encontro da viola com o banjo americano.

### Anos 1990 e 2000 - Novelas e prêmios
Nos anos 1990, ganhou três prêmios Sharp com as canções "Moura" (como melhor música instrumental e solista) e como coautor de "Tocando em Frente" como melhor canção na voz de Maria Bethânia, em parceria com Renato Teixeira.
Na mesma década estreou como ator na telenovela Pantanal (de Benedito Ruy Barbosa) pela Rede Manchete em 1990. Na trama, Sater interpretou Trindade, um peão misterioso. Nessa mesma novela, teve seu grande sucesso "Um Violeiro Toca", incluído na trilha sonora.
Em 1991, protagonizou ao lado de Ingra Liberato, a novela A História de Ana Raio e Zé Trovão, de Marcos Caruso, pela mesma emissora.
Paralelamente na mesma época, Sater estabeleceu ricas parcerias com Renato Teixeira e Paulo Simões, que criaram verdadeiras pérolas do cancioneiro regional-popular. Com Sérgio Reis, o artista fez parcerias somente em novelas. Suas influências vão de Tião Carreiro, Al Jarreau, Beatles e Pink Floyd às músicas fronteiriças com seu estado de Mato Grosso do Sul, como a andina e a paraguaia. Também toca violão folk de 12 cordas e charango. Os personagens vividos pelo ator possuíam essas características similares como em O Rei do Gado, de Benedito Ruy Barbosa, pela TV Globo, entre 1996 e 1997, onde seu personagem fazia dupla com o personagem de Sérgio Reis, "Pirilampo & Saracura", tendo gravado, inclusive, músicas na trilha sonora da novela.
Sua última aparição como ator na década foi em 2006 na telenovela Bicho do Mato, de Bosco Brasil e Cristianne Fridman (remake da telenovela homônima, de Chico de Assis e Renato Corrêa e Castro exibida pela TV Globo em 1972), pela RecordTV, em que interpretava o personagem Mariano.

### Anos 2010 – presente
Em 2010,  o artista foi um dos convidados para o especial e gravação do DVD Emoções Sertanejas, em homenagem aos 50 anos de carreira de Roberto Carlos. Sua interpretação para a canção "O Quintal do Vizinho", contida e suave, recebeu diversos elogios, sendo apontada por vários internautas como a mais bonita apresentação.

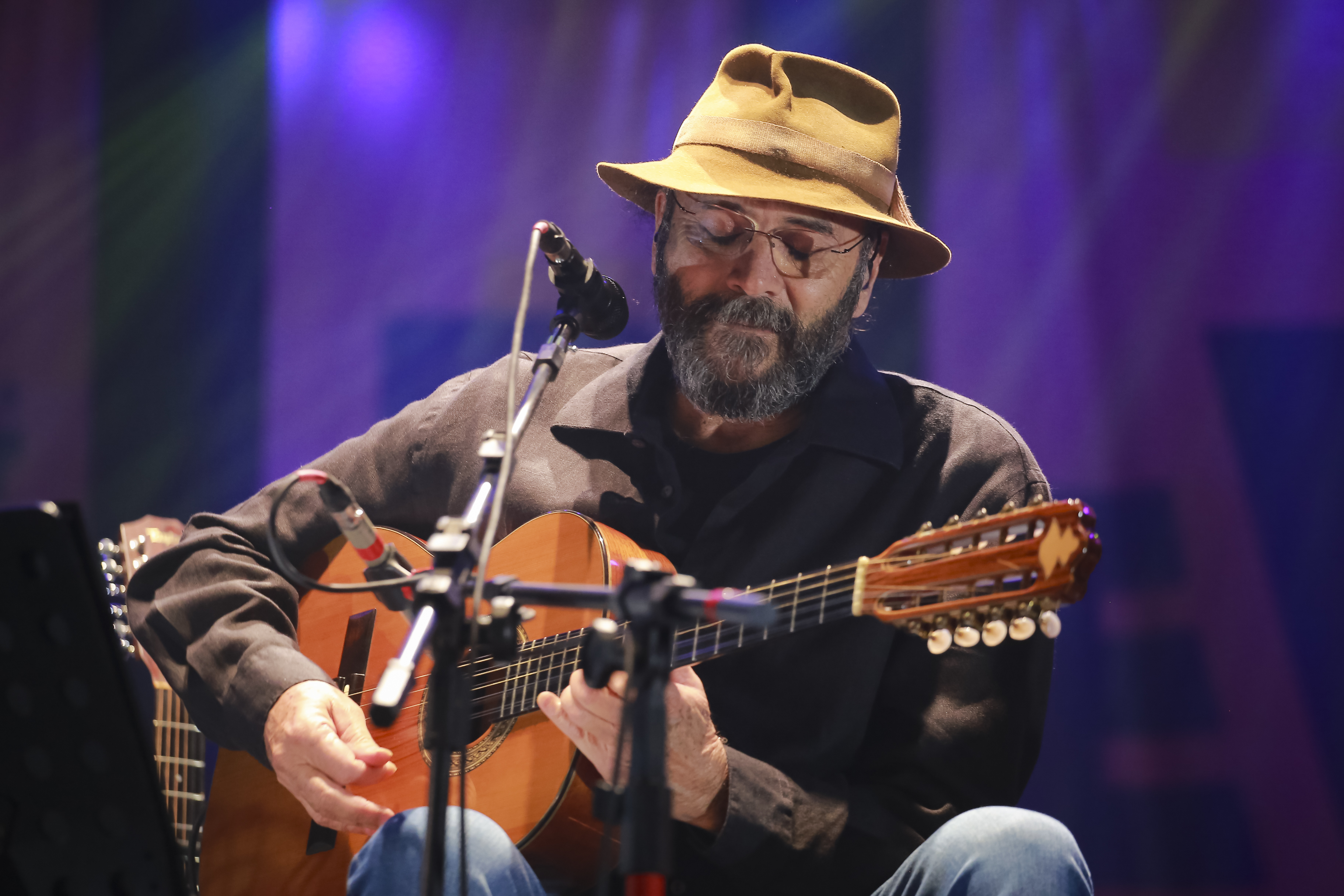
Festival Revelando SP em São José dos Campos (2023)

Em 2011, foi convidado para integrar o elenco da novela global Cordel Encantado, mas recusou em virtude de sua extensa agenda de shows e compromissos.
Em 2012, figurou entre os 30 maiores ícones brasileiros da guitarra e do violão.
Em dezembro de 2015, Almir Sater e Renato Teixeira lançaram o álbum AR nas plataformas digitais. Apesar de parceiros musicais e amigos de longa data, foi a primeira vez que os artistas realizaram juntos um projeto. Gravado entre o Brasil e Nashville, Estados Unidos, com produção do norte-americano Eric Silver, o álbum traz 10 músicas inéditas compostas pela dupla. Os artistas navegam pelas vertentes do country ao folk, sem perder sua essência, agregando ao purismo da música caipira e seus ritmos genuínos. Por esse álbum, Almir e Renato ganharam em 2016 os prêmios de melhor dupla regional na 27.ª edição do Prêmio da Música Brasileira e de Melhor Álbum de Música Regional ou de Raízes Brasileiras no 17.º Grammy Latino. A música do álbum "D de Destino", composta por Almir, Paulo Simões e Renato, foi indicada ao prêmio de Melhor Canção em Língua Portuguesa do Grammy.
Os artistas gostaram tanto da feitura do primeiro disco AR que gravaram o álbum +AR, distribuído pela Universal Music e lançado no dia 9 de março de 2018. Ao todo são 10 canções inéditas como “Flor do Vidigal”, “Venha me Ver”, “Quando a Gente Chama”, “Vira caipira”, “Eu, Você e um Violão”, de autoria da dupla. Também estão presentes no repertório músicas com outros amigos e parceiros, como “Assim os Dias Passarão”(parceria da dupla com Paulo Simões); “Touro Mocho” e “O Mascate”(de Almir Sater e Paulo Simões); “Minas é Logo Ali” e “Festa na Floresta” (parceria da dupla com Eric Silver). O disco já havia despertado atenção da crítica especializada e foi eleito pelo júri da APCA (Associação Paulista de Críticos de Arte), no dia 10 de agosto, entre os 25 melhores discos brasileiros lançados no primeiro semestre de 2018 e premiado no 19º Grammy Latino, como  “Melhor Álbum de Música de Raízes da Língua Portuguesa“ em novembro. Apesar da bem-sucedida parceria, os artistas retomaram agenda em 2019 com projetos individuais.
Em 2019 recebeu o título de Honoris Causa da Universidade Federal de Mato Grosso do Sul 

## Filmografia

### Televisão
| Ano  | Título                             | Papel                                   | Nota                   | Emissora      |
| ---- | ---------------------------------- | --------------------------------------- | ---------------------- | ------------- |
| 2024 | Renascer                           | Turco Rachid                            |                        | TV Globo      |
| 2022 | Pantanal                           | Eugênio Chalaneiro                      |                        | TV Globo      |
| 2006 | Bicho do Mato                      | Mariano Pereira                         |                        | Record        |
| 1996 | O Rei do Gado                      | Aparício Rodrigues (Pirilampo)          |                        | TV Globo      |
| 1991 | Especial Leandro & Leonardo        | Violeiro                                | Especial de fim de ano | TV Globo      |
| 1991 | A História de Ana Raio e Zé Trovão | Azelino dos Santos Ferreira (Zé Trovão) |                        | Rede Manchete |
| 1990 | Pantanal                           | Xeréu Trindade                          |                        | Rede Manchete |

### Cinema
Almir Sater participou — antes das novelas — de dois trabalhos no cinema como ator.
| Ano  | Título                | Nota                                                                               |
| ---- | --------------------- | ---------------------------------------------------------------------------------- |
| 1987 | As Bellas de Billings | Ozualdo Candeias como protagonista                                                 |
| 1988 | Caramujo flor         | participação no curta metragem de Joel Pizzini que conta com Ney Matogrosso também |

## Discografia

### Álbuns
- 1981 - Estradeiro
- 1982 - Doma
- 1985 - Instrumental
- 1986 - Cria
- 1989 - Rasta Bonito
- 1990 - Instrumental 2
- 1992 - Almir Sater Ao Vivo
- 1994 - Terra de Sonhos
- 1997 - Caminhos Me Levem
- 2006 - 7 Sinais
- 2015 - AR (com Renato Teixeira)
- 2018 - + AR (com Renato Teixeira)
- 2022 - Do Amanhã Nada Sei

### Coletâneas Especiais
- 2006 - Um violeiro toca
- 1990 - Varandas
- 1987 - Pantanal - Alerta Brasil
- 1984 - Coração de Estudante - Participação - Milton Nascimento

### Participações
- 2022 -"Para o nosso amor, amém" e "Tocando em Frente" Renato Teixeira e Raimundo Fagner - do álbum Naturezas.
- 2014 - Indomável - Gabriel Sater (filho) - Música "Boca do Mato"
- 2010 - "O Quintal do Vizinho" - em homenagem aos 50 anos de carreira de Roberto Carlos no álbum Emoções Sertanejas.
- 2009 - Tiago e Juvenal – Os Violeiros de Paraíso - Dupla Yassir e Rodrigo Sater Som Livre
- 2008 - No DVD "Violeiros do Brasil" - Participa com Quedelepe, um instrumental de sua autoria.
- 2008 - "Jeito de Mato" - Paula Fernandes
- 2007 - Grandes Cĺássicos Sertanejos Acústico - Chitãozinho & Xororó - "Rio de Lágrimas"
- 2002 - Teve participação especial no CD "Sérgio Reis e Convidados", cantando com Sérgio Reis e tocando viola na faixa "Comitiva Esperança".
- 2000 - Meu Reino Encantado - Faixa 14 - Tocando em Frente
- 2000 - Pantanal 2000
- 1996 - Rei do Gado 2 (Trilha sonora da novela Rei do Gado da Rede Globo)
- 1996 - Clássicos Sertanejos - Chitãozinho e Xororó - Faixa 12 - Amor Distante
- 1995 - "Inhuma Pantaneira" no álbum Diadorado de Tavinho Moura.
- 1994 - Deságua (música do álbum "Aprendendo a Viver" de Zé Geraldo)
- 1991 - A História de Ana Raio e Zé Trovão (trilha sonora da novela na rede Manchete)
- 1990 - Pantanal (trilha sonora da novela na Rede Manchete)
- 1988 - Vida de Fábio Júnior, participa do álbum tocando viola em "A Vida é Um Rio" parceria com Renato Teixeira.
- Rodrigo Sater
- 1981 - Geração Prata da Casa